# Sille Tamás
Sille Tamás (Dunaszerdahely, 1969. november 23. –) szlovákiai születésű, magyar válogatott jégkorongozó.

## Klubcsapataiban
A hátvédként bevethető sportoló 1987 és 1988, valamint 1990 és 1993 között a HC Slovan Bratislava jégkorongozója volt, két pozsonyi korszaka között a HK Dukla Trenčín csapatában játszott. 1995–96-ban az akkor másodosztályú HC Dukla Senicát erősítette, majd 1997 és 2000 között a HK 36 Skalicában lépett pályára. 2000-ben igazolt Magyarországra az Alba Volán csapatához. A székesfehérvári klubban 2006-os távozásáig meghatározó játékos volt. Csapatával ötször (2001, 2003, 2004, 2005, 2012) nyerte meg magyar bajnokságot, valamint 2005-ben elhódította a Magyar Kupát is. A fehérvári időszakot követően visszatért a HK Skalicához, ahonnét a 2008/09-es idény közben a Csíkszeredai Sport Clubba igazolt. A rövid erdélyi kitérőt követően megfordult a Budapest Starsban (2009-2010), a Vasasban (2010-2011), majd két idényre visszatért az EBEL-ben is szereplő Fehérvárhoz. Játékos-pályafutását csaknem 44 évesen, 2013-ban zárta le.

## Válogatottban
Az 1998/99-es idényben két mérkőzésen játszott a szlovák válogatottban. 2003-ban megkapta a magyar állampolgárságot, és visszavonulásának évéig meghatározó játékosa volt a nemzeti csapatnak. Tíz alkalommal vett részt divízió 1-es (későbbi nevén divízió 1/A) világbajnokságon. 2008-ban tagja volt annak a magyar csapatnak, amely veretlenül jutott fel az A csoportba, a sikerből 3 gólpasszal vette ki a részét. A világelitben is szerepelt a 2009-es vb-n egy gólt lőtt (Szlovákiának) és egy gólpasszt osztott ki. Összesen 132 alkalommal ölthette magára a válogatott szerelést.

## Edzőként
Játékos-pályafutása utolsó szezonjában már a szakmai stáb tagjaként is segítette a magyar válogatottat és a Fehérvárt is, a klubcsapatnál egy rövid ideig megbízott vezetőedzőként is tevékenykedett. A másodedzői pozíciókat mindkét fronton 2016/17-ig töltötte be. Ezután főként utánpótlásszinten vállalt munkát, 2020–21ben a Székely Jégkorong Akadémia U18-asait edzette.

## Családja
Fia, Sille Timotej szintén sikeres jégkorongozó, aki szintén megfordult a fehérvári jégkorongcsapatban, valamint többször játszott a szlovák utánpótlás-válogatottban.